# 大和自動車交通
大和自動車交通株式会社（だいわじどうしゃこうつう、英: Daiwa Motor Transportation Co., Ltd.）は、東京都を拠点にハイヤー・タクシー事業と不動産事業を営む日本の企業。東京地区のタクシー事業者としては、日本交通・国際自動車・帝都自動車交通とともに「東京四社営業委員会」を構成する大手事業者であり、タクシー業界では唯一東京証券取引所スタンダード市場に上場している。
2011年（平成23年）6月には東京地区の中小タクシー事業者23社（当時）が加盟する中央無線タクシー協同組合（後の信和事業協同組合）をグループ化、車両台数がこれまでの3倍超の2,400台規模となった。

## 概説
初めは1939年（昭和14年）、東京・中野で創業し、戦中・戦後のタクシー会社統廃合のなかで当時業界随一の大手となった。以前は創業者一族（新倉家）が親子3代に渡って社長を務めるなどオーナー会社的な側面があった。
東京都内に6ヶ所の事業所を持ち、タクシー2,105台、ハイヤー152台などを配車し、2,732名（連結）の従業員を擁する（2023年3月末現在）。さらに、2011年（平成23年）の中央無線タクシー協同組合のグループ化によって車両台数を2,400台規模まで増加、東京地区最大手の日本交通（3,170台）や国際自動車（3,050台）に近い規模を実現することとなった。
商標は二重丸に和のマーク。主要な営業所・ビルを自社保有すると同時に、子会社に燃料販売商社や保険代理店、自社ビル管理を主な事業とする不動産管理会社を有し、ハイヤー・タクシー事業のバリューチェーンをグループ内で完結させている。不動産業においては、賃貸ビル17ヶ所を所有している。

## 沿革
- 1939年（昭和14年）9月 - 新倉文郎により中野相互自動車株式会社として東京都中野区に創業[5]。
- 1945年（昭和20年）1月 - 第二次企業合同により同業16社を吸収合併し、大和自動車交通株式会社に商号変更。
- 1949年（昭和24年）5月 - 東京証券取引所に上場。
- 1961年（昭和36年） - 新倉文郎の長男・新倉尚文が社長に就任。
- 1972年（昭和47年）9月 - 真和タクシー株式会社を買収し、大和交通株式会社に商号を変更（現・大和自動車交通吉祥寺株式会社）。
- 1996年（平成8年）2月 - 柏自動車株式会社（現・大和自動車交通吉祥寺株式会社）を買収。
- 2000年（平成12年） - 創業時からあった中野営業所の敷地を売却し、江東営業所に統廃合。
- 2005年（平成17年） - 板橋営業所の敷地を売却し王子営業所に、世田谷営業所の敷地を売却し羽田第一営業所に移転改称。
- 2007年（平成19年）
  - 新倉尚文の長男・新倉能文が社長就任。
  - ハイヤーの新橋営業所が銀座東営業所に改称。渋谷営業所が廃止され、新宿案内所が開設。
- 2010年（平成22年）
  - 大和自動車教習所（小金井市前原町）を廃止。
  - 本社を中央区銀座から江東区猿江に移転。
  - ハイヤーの銀座東・日本橋・五反田・羽田・大手町営業所と新宿案内所、タクシーの府中営業所を廃止。
- 2011年（平成23年）
  - 王子営業所を廃止。
  - 大和タクシーと大和交通が合併し大和自動車王子となる。
  - 10月 - 中央無線タクシー協同組合（現・信和事業協同組合）加盟23社との業務提携契約を締結。
- 2014年（平成26年）
  - タクシー営業所（江東・羽田・立川）を分社化。
  - 金龍自動車交通（日交足立を経て現在の日交美輝）が日本交通へ営業譲渡され脱退。
  - イオンリテール発行のICカード型電子マネーWAONによる決済サービスを開始。
- 2015年（平成27年） - 代表取締役社長に前島忻治が就任。
- 2017年（平成29年）
  - 1月12日 - 東京無線協同組合と無線配車用スマートフォンアプリケーションならびにタクシーチケットを同年4月1日から統合することを発表[6]。
  - 2月
    - 9日 - 上記の発表を受け、東京四社営業委員会協定1条に定められている「相互の融和と協調」に反するとして大和自動車を除名することを決定通告される[7][8]。これに対し同社では法的措置を検討[9]。
    - 17日 - 上記の件について東京地方裁判所に仮処分申し立てを行った[10]。

  - 5月30日 - 中央無線タクシー協同組合を信和事業協同組合へ改称[11]し、タクシー事業所6社全ても同協同組合扱いとなる。
  - 8月9日 - 申し立てに対する和解が成立[12][13]。2020年（令和2年）3月末まで東京無線との間で車体色・行灯の統一ならびにタクシーチケットおよび無線配車の統合を行わないことを条件として大和以外の三社が除名の意思表示を撤回した[注釈 1][注釈 2]。
- 2018年（平成30年）11月 - 東京無線・チェッカーキャブとの3グループ共同によるPC・スマホ配車ウェブアプリ「WEBタクシー」を開始。
- 2019年（平成31年・令和元年）
  - 4月16日 - 大和自動車交通・グリーンキャブ・国際自動車・寿交通・チェッカーキャブおよびソニーと子会社のソニーペイメントサービスによる合弁企業「みんなのタクシー株式会社」が提供するスマートフォン用タクシー配車アプリ「S.RIDE」を導入[14][注釈 3]。
  - 10月28日 - 大和自動車交通・国際自動車にて「S.RIDE」による事前確定運賃サービスを開始[15]。
- 2020年（令和2年）
  - 3月30日 - 大和自動車教習所を吸収合併。
  - 4月1日 - 信和事業加盟で大和自動車交通の提携会社であった丸井自動車の株式を取得し子会社化[16]。
  - 5月12日 - 多摩地区（北多摩交通圏の大和自動車交通立川および大和交通保谷）における「S.RIDE」サービス開始[17][注釈 4]。
  - 10月28日 - 大和物産がトータルメンテナンスジャパンを完全子会社化。
- 2020年（令和2年）
  - 9月 - 大和自動車交通羽田が大和自動車王子と同じ所在地に移転。
- 2022年（令和4年）
  - 4月4日 - 東京証券取引所の市場区分の見直しにより、東京証券取引所の市場第二部からスタンダード市場に移行。
  - 7月1日 - 宮園自動車から宮園砿油の株式を取得し完全子会社化（現・非連結子会社）[18][19]。
- 2023年（令和5年）
  - 4月1日 - 北多摩交通園の十全交通（本社：府中市）と業務提携[20]。
- 2024年（令和6年）
  - 3月6日 - 「S.RIDE」アプリ配車専用車の運行を国際自動車、グリーンキャブと同時に開始[21]。
  - 4月1日
    - 大和自動車交通羽田が大和自動車交通王子に社名変更。
    - 大和自動車王子が大和自動車交通吉祥寺に社名変更し、三鷹市下連雀に移転。
    - 丸井自動車が大和自動車交通北千住に社名変更[22]。

  - 12月2日 - 十全交通の全株式を取得し子会社化[23]。同時に同社の親会社であったミドリより貸借している不動産も取得。
- 2025年（令和7年）4月1日 - 十全交通が大和自動車交通府中に社名変更[24]。

## 事業所（車庫）の所在地

### ハイヤー事業所
| 社名・営業所           | 社名・営業所   | 所在地         | 備考 |
| ---------------------- | -------------- | -------------- | ---- |
| 大和自動車交通ハイヤー | 日比谷営業所   | 千代田区丸の内 |      |
| 大和自動車交通ハイヤー | 銀座営業所     | 中央区銀座     |      |
| 大和自動車交通ハイヤー | 中央福祉営業所 | 中央区銀座     |      |

### タクシー事業所
東京特別区・武三交通圏
| 社名・営業所         | 社名・営業所         | 所在地           | 備考           |
| -------------------- | -------------------- | ---------------- | -------------- |
| 大和自動車           | 大和自動車           | 江東区猿江       |                |
| 大和自動車交通江東   |                      | 江東区猿江       |                |
| 大和自動車交通王子   | 大和自動車交通王子   | 北区豊島         |                |
| 大和自動車交通吉祥寺 | 大和自動車交通吉祥寺 | 三鷹市下連雀     |                |
| 大和自動車交通北千住 | 大和自動車交通北千住 | 足立区千住関屋町 | 旧・丸井自動車 |

北多摩交通圏
| 社名・営業所       | 社名・営業所       | 所在地         | 備考         |
| ------------------ | ------------------ | -------------- | ------------ |
| 大和自動車交通立川 | 大和自動車交通立川 | 立川市富士見町 |              |
| 大和交通保谷       | 大和交通保谷       | 西東京市泉町   |              |
| 大和自動車交通府中 | 大和自動車交通府中 | 府中市幸町     | 旧・十全交通 |

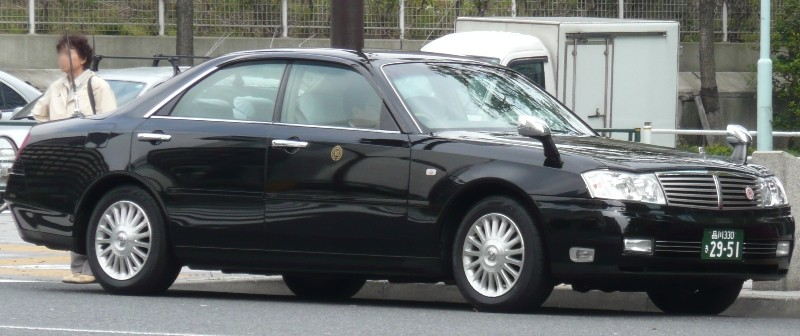
大和自動車交通のハイヤー（車種：セドリック）
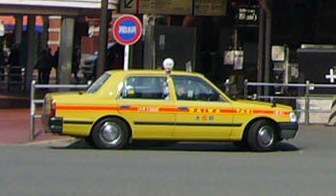
大和自動車交通のタクシー（4社カラー、車種：クラウンコンフォート）
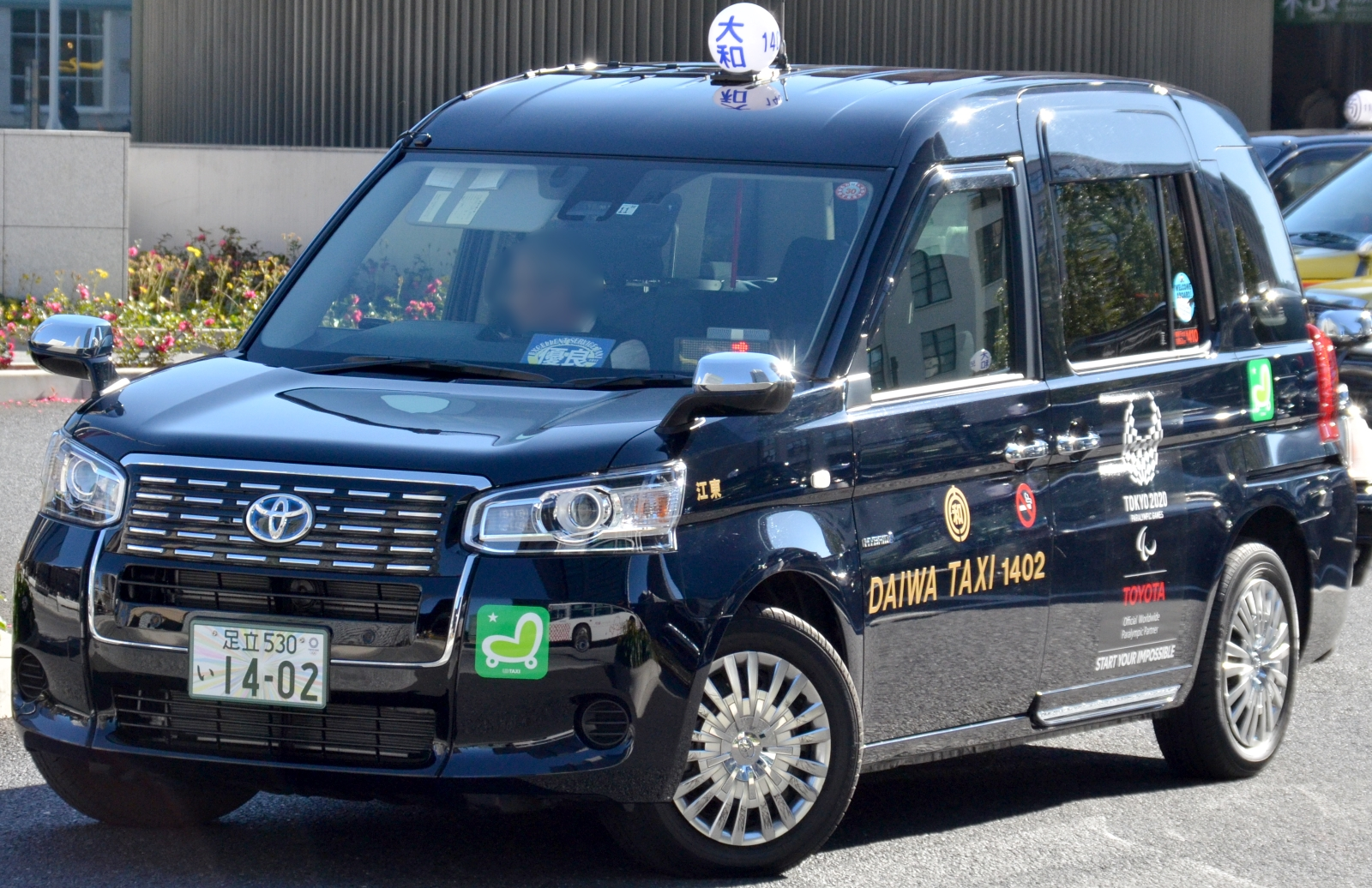
大和自動車交通のタクシー（車種：ジャパンタクシー）

## 連結子会社
- 大和自動車交通王子株式会社（タクシー事業：東京都北区）
- 大和自動車交通江東株式会社（タクシー事業：東京都江東区）
- 大和自動車株式会社（タクシー事業：東京都江東区）
- 大和自動車交通吉祥寺株式会社（タクシー事業：東京都北区）
- 大和自動車交通立川株式会社（タクシー事業：東京都立川市）
- 大和交通保谷株式会社（タクシー事業：東京都西東京市）
- 大和自動車交通ハイヤー株式会社（タクシー事業：東京都中央区）
- 株式会社丸井自動車（タクシー事業：東京都足立区）
- 株式会社スリーディ（不動産事業：東京都中央区銀座）
- 大和物産株式会社（石油小売業、保険取次業：東京都江東区白河）
- 株式会社トータルメンテナンスジャパン（メンテナンス業：東京都江東区白河）
- 日本自動車メーター株式会社（計器類製造販売：東京都江東区猿江）
- 大和工機株式会社（金属製品製造業：山梨県笛吹市一宮町東原）

（以上、2024年3月31日現在）

## 専用タクシー乗り場
- 三井物産ビル乗り場
- 芝パークビル乗り場
- 東京ミッドタウン日比谷乗り場（日本交通・国際自動車・帝都自動車と共用）
- 汐留ビルディング乗り場（日本交通・帝都自動車と共用）